# Callomecyna tigrinula
Callomecyna tigrinula là một loài bọ cánh cứng trong họ Cerambycidae.